# 填詞
填詞是指人們依照音樂或格律，填寫能依聲誦唱的詞，從事填詞工作或職業的稱為填詞人或作詞人（作词家）。由於「詞」在古代和现代有所不同，因此「填詞」亦可以按所填的「詞」是古代或现代而分類。但不論是哪種詞，填詞都是依聲填寫字句的文學創作。

## 古代填詞
填詞之風始於唐末，盛於宋朝。詞人在選定詞牌（所配曲調之名稱）後，就得嚴格依照詞牌規定的字數、平仄、押韻等格律，來選字用韻，把字填進詞調中。宋詞的平仄、用韻，為《廣韻》系統，實際上則可依照《詞林正韻》。
填寫元曲的方法，與填寫宋詞很相似，先選曲令，然後依曲填字。元曲的用韻變化很大，可依照《中原音韻》。
在一般人的習慣中，創作古代詞體的作家，稱為詞人。

## 現代填詞
相對於唐宋時期相當盛行的傳統填詞，文字必須嚴格依照廣韻中定好的平仄、字數的詞牌，將文字填入曲調中，現代填詞始於流行音樂的傳播與發展，並在流行音樂商業化之後，成為流行音樂產業分工中重要的創作模式，曲調有很多各種不同風格與類型，形式上自由又多元，已經不會以詞牌來限制創作。通常一曲搭配一詞，一曲多詞的情況較常發生在流行音樂傳播世界化之後，以不同國家或語言翻唱同一首曲為大宗，例如迪士尼動畫電影主題曲。
現代的歌詞填寫，是在依照歌曲把字填進歌曲中。今人創作大量樂曲，每首樂曲有自己的旋律，形成了與其他樂曲不同的格式。這情況並不像中國宋人般，只有數百首流行的詞牌，然後就給不同的詞人共用。現代人即使也常有一曲多詞的情況，但可供填詞的樂曲，數量比以往大得多。

## 協音
粵語有九聲六調，同音異調的字多，為免造成誤會，填詞時須要協音，即把字詞的實際發音，與歌曲旋律的高低音相配，宋詞時，須依照聲調來填寫。
英語、法語等，填詞時並無聲調限制，普通話雖然有聲調，但由於聲調不多，填詞時只需略為注意是否順口和會否產生誤會，而毋需完全協音。

## 押韻
許多語言的歌詞創作，都要求押韻。但如日語，由於本身的發音中，每個字的結尾必然是「a、i、u、e、o」五個元音或「n」鼻音，即是大多是響亮的結尾，因此無須押韻。
不同地區對某些韻部是否相押的看法並不一致。例如中國大陸一般依照十三轍作為押韻系統，臺灣流行曲卻接受以「i」與「in」等元音相同但韻尾不同的混合韻部。粵語流行曲接受以「in」和「yun」互押，但非粵語人士學習粵語時，未必認爲它們能押韻。

## 填詞人
現代人填詞，亦可按不同的工作崗位，職業或業餘，及從事什麼歌詞的創作來分類。在一般人的習慣中，創作現代歌詞的作家，稱為「作詞人」。而在流行音樂產業的分工文化當中，若以詞曲完成的先後順序來分類，在已經先有曲的情況下，唱片公司或製作人以邀請特定文字作者或比稿方式，填入適合演唱歌手定位風格的文字作為歌詞，就會稱為填詞。而專職以填詞為主的音樂工作者，就稱為填詞人。如陳樂融、陳玉貞(娃娃）、姚若龍、楊立德、林秋離、丁曉雯、何厚華、姚謙、許常德、十一郎、方文山、武雄、吳易緯、林夕、李焯雄、葛大為、易家揚、嚴云農、黃庭、黃偉文等。

### 職業填詞人
以賣詞為主要收入，或填寫商業作品的填詞人。如：尹約、黃霑、盧國沾、鄭國江、潘源良、劉卓輝、向雪懷、陳少琪、周耀輝、林夕、李焯雄、黃偉文、姚謙、方文山、姚若龍、何啟弘、嚴云農等。

### 自主填詞人
以音樂、文學、興趣等非商業目標為主，或填寫非商業作品的填詞人。當中又可根據不同的創作文化界別、文化習慣來分類：

#### 原創音樂填詞人
簡稱「原創詞人」，指一般填寫自己或別人所創作的新樂曲的自主填詞人。當中又有不少是一些自組的樂隊或組合之成員。例如創作《他約我去迪士尼》的Royals裏的填詞人許願庭、海藍、台灣天團蘇打綠的青峰、五月天的阿信。
以及被稱擅長創作成人抒情歌曲如《未完成的續集》、《初雪的日光》、《玻璃瓶的星星》的作詞人徐小萍、X光光。

#### 改編歌詞填詞人
簡稱「改編詞人」，填寫改編詞的自主填詞人。常見的內容主要為愛情、搞笑、諷刺、惡搞等。例如出產時事諷刺歌詞的「音公館」的林子揚和一毫子。

#### 同人詞填詞人
簡稱「同人詞人」，填寫改編詞的自主填詞人。最常見的同人詞作品，是以該套動畫的外語原曲，填進與原動畫相關的本地語言歌詞，例如在《曉之車》條目中所列出的同人創作。有時也會借用別的歌曲來填寫與動漫文化相關的歌詞。

## 「填詞」與「作詞」
過去曾有語文老師強調，宋詞或歌詞的創作，應稱為「填詞」而非「作詞」，因為他們的創作，是依曲「填」字的。但現在的學者都指出，依曲填寫也是一種創作，因此現代標準漢語用填詞指「舊曲填新詞」，作詞指「新曲作新詞」。
此外，詞作中也有些是先寫詞後譜曲的作品。如〈滿江紅〉，據說是岳飛先詞後曲之作。而許冠傑的〈鐵塔凌雲〉，亦是先由許冠文寫下歌詞後譜曲。先詞後曲在西方的音樂傳統中相當常見，主要是爲已經寫成的詩譜上音樂而唱出來。而因爲西方的詩講求抑揚格律，作曲者可以按照格律作出鋪排，最重要的要求是曲詞的重音需要相配。這樣一來，發揮空間相當大，因此也常見一詞多曲。

## 流行文化

### 電影 《填詞L》
根據導演黃綺琳原著《我很想成為文盲填詞人》改編的一部香港電影，以填詞人為主題。

## 相關頁面
- 最佳作詞人獎 (金曲獎)
- 香港作曲家及作詞家協會